# Togočevce
Togočevce (en serbe cyrillique : Тогочевце) est un village de Serbie situé dans la municipalité de Lebane, district de Jablanica. Au recensement de 2011, il comptait 708 habitants.

## Démographie
| 1948 | 1953  | 1961 | 1971 | 1981 | 1991 | 2002 | 2011 |
| ---- | ----- | ---- | ---- | ---- | ---- | ---- | ---- |
| 966  | 1 014 | 953  | 955  | 980  | 925  | 828  | 708  |

|  |